# Teoria szklanki wody
Teoria szklanki wody (ros. теория стакана воды) – pogląd na miłość, małżeństwo i rodzinę sprowadzający stosunki między kobietą a mężczyzną do zaspokojenia potrzeby fizjologicznej i propagujący seks bez zobowiązań. Według tej teorii stosunek płciowy nie ma znaczenia duchowego i podejmowany jest tak samo, jak picie szklanki wody w gorący dzień, aby ugasić pragnienie.

## Recepcja
Autorstwo teorii szklanki wody mylnie przypisuje się Aleksandrze Kołłontaj, która popularyzowała wolną miłość  i seks bez zobowiązań . Włodzimierz Lenin w rozmowie z niemiecką komunistką Clarą Zetkin stwierdził: Teoria szklanki wody zupełnie przewróciła w głowie naszej młodzieży  . W swoich wspomnieniach Clara Zetkin napisała, że Lenin odniósł się do tego pomysłu z przekąsem:

Oczywiście pragnienie wymaga zaspokojenia. Ale czy normalny człowiek w normalnych warunkach położy się na ulicy i zacznie pić wodę z kałuży? Czy nawet ze szklanki, do której kraju przywierają dziesiątki ust?

Lenin przyczyny teorii szklanki wody upatrywał w zmianie wartości ideologicznych po rewolucji październikowej i jednocześnie podkreślał, że teoria ta nie ma nic wspólnego z wolnością miłości ani z marksizmem: 
—  Clara Zetkin, Wspomnienia o Leninie
Krytyczną analizę teorii szklanki wody przeprowadził Anatolij Łunaczarski w swej pracy O życiu codziennym: młodzież i teoria szklanki wody (ros. О быте: молодёжь и теория стакана воды). 
Za czasów ZSRR oficjalna ideologia radziecka potępiała teorię szklanki wody, oświadczając, że społeczeństwu socjalistycznemu obce jest głoszenie świętoszkostwa i ascetyzmu, nienaturalnego „umartwiania ciała”, lecz równie zdecydowanie występuje ono przeciwko drugiej, nie mniej prymitywnej i szkodliwej skrajności — „wyzwoleniu” stosunków między kobietą a mężczyzną od ich ludzkiej treści, radości, miłości, obowiązku, honoru, godności, wierności. „Wolnej miłości” socjalizm przeciwstawia „małżeństwo z miłości”, małżeństwo trwałe, oparte na moralnej czystości stosunków między małżonkami, wzajemnej miłości, szacunku, małżeństwo przejawiające troskę o dzieci.